# 通盛
通盛（みちもり）は、能楽作品のひとつである。作者は室町時代の井阿弥。公達物で、修羅能と呼ばれる二番目物の能である。

## あらすじ
阿波の鳴門で、ここで亡くなった平家一門の霊を毎夜弔う僧がいた。従僧といっしょに今夜も読経していると、静かな白波のなかに楫の音が聞こえてくる。一方船の上では、年をとった漁翁の夫婦が、希望もなにもない悲嘆にくれた会話をしながら、櫓をこぎ漁をしている。そこに読経の声が聞こえてきたため，船を漕ぐのをやめて聞き入っていた。
僧は、その老漁翁夫婦を磯に招き、漁の蘆火をたよりにさらに経を開いて読誦した。そしてここの海で亡くなった平家一門のことを漁翁に尋ねた。それに応えて女が小宰相の局の話を始めた。小宰相は須磨の浦で敵に襲われ、遠く阿波の鳴門まで追われてしまい、乳母に、通盛も討たれて頼むべき人もいないのでここで入水すると言い、乳母は泣きながら小宰相に取りすがるが、小宰相はそれを振り切って海に飛び入ったのですと言いつつ、女も漁翁も海の底に消えてしまった。
僧は、この教えを聞く者で成仏できない者はいないといわれる法華経の方便品を唱えはじめた。すると読経に導かれて武士の姿をした越前の三位通盛と、美しい姿の小宰相が波の上に現れた。そして通盛は、悲惨な一の谷での合戦のこと、悲しい小宰相との別れのことを語りはじめた。最後は、せめて名のある武士に出会って討ち死にせんと思い、木村源五重章と刺し違えて修羅道の苦を受ける事になったと語り、憐れと思い弔ってくださいと願うのであった。そして、読誦の声を聞く時は、悪鬼も心を和らげ、菩薩は忍辱慈悲の姿で来迎し、私達も成仏得脱の身となることができるのですと感謝するのであった。

## 登場人物
- 前シテ - 漁翁
- 後シテ - 通盛の亡霊
- 前ツレ - 女
- 後ツレ - 小宰相の亡霊
- ワキ - 僧
- ワキツレ - 従僧
- アイ - 里人
- トモ

## 作者・典拠
『申楽談儀』で『通盛』の作者であると明記された井阿弥は、将軍足利義満の周辺で活動していた役者であったという説があるが、詳細は不明である。申楽談儀に「通盛、言葉多きを、切り除け切り除けして能になす」とあるため、『通盛』は世阿弥による改訂版であると言われている。世阿弥は本曲を直ぐなる能と評価していることからも、主に削除を中心に改作したのではないかとする説が有力である。
『通盛』は『平家物語』を典拠にしているが、世阿弥作の他の修羅能の作品と違って『平家物語』の内容と異なる部分が幾つか見られる。平家物語では一の谷で命を落とした通盛を、小宰相とともに鳴門に登場させているのもそのひとつだが、これは夫婦の絆を主題に据えたかったため、とする見方もある。